# Okop (Wola Szczucińska)
Okop – część wsi Wola Szczucińska w Polsce, położona w województwie małopolskim, w powiecie dąbrowskim, w gminie Szczucin.
W latach 1975–1998 Okop administracyjnie należał do województwa tarnowskiego.